# 111e régiment d'infanterie (France)
 (juillet 2025).
Pour les articles homonymes, voir 111e régiment.
Le 111e régiment d'infanterie (111e RI) est un régiment d'infanterie de l'Armée de terre française créé sous la Révolution à partir du régiment colonial de l'Île-de-Bourbon, un régiment français d'Ancien Régime.
Son drapeau, en 1905, porte la devise « Honneur Patrie »[réf. nécessaire].

## Création et différentes dénominations
- 15 mai 1793 : renommé 111e régiment d’infanterie de ligne
- 1794 : Création de la 111e demi-brigade de première formation
- 16 germinal an XI (6 avril 1803) : Devient la 111e demi-brigade de deuxième formation
- 1er vendémiaire an XII (24 septembre 1803) :  formation du 111e régiment d'infanterie de ligne
- mars 1815 : le régiment est licencié comme l'ensemble des régiments d'infanterie de ligne et légère et n'est pas recréé.
- octobre 1870 : création du 111e régiment d'infanterie de ligne à partir du 11e régiment de marche
- 1871 : dissous en mars
- 1872 : formation du 111e régiment d'infanterie de ligne à partir du 11e régiment provisoire
- 1887 : Renommé 111e régiment d'infanterie
- 1914 : À la mobilisation il donne naissance au 311e régiment d'infanterie
- avril 1916 : Le régiment est renforcé par des hommes provenant du 402e régiment d'infanterie qui vient d'être dissout.
- juin 1916 : Dissolution : une partie de ses hommes formera le 3e bataillon du 216e régiment d'infanterie

## Chefs de corps
- Deuxième quart du XVIIIe siècle, le marquis Louis de Covarruvias[1] ;
- 1800 : colonel Jacques François Gay ;
- 1806 : colonel Pierre Antoine Husson (**) ;
- 1905 : Colonel François Léon Victor Colle ;
- 1914 - 1916 : Lieutenant-colonel Perrier, officier qui devint par la suite général de brigade.
- 1916 - dissolution : Lieutenant-colonel Blanc, officier qui devint par la suite général de division.

## Historique des garnisons, combats et batailles du111eRIde ligne

### Guerres de la Révolution et de l'Empire
Le 15 mai 1793 le régiment de l'Île-de-Bourbon est renommé « 111e régiment d’infanterie de ligne ».

Le « 111e régiment d'infanterie de ligne » a toujours servi à l'armée des côtes de l'Océan. Le 28 juin 1794, le 1er bataillon est incorporé dans la 197e demi-brigade de première formation.
 Le 2e bataillon n'a pas été amalgamé en 1794, il est entré directement, le 22 septembre 1796, dans la 58e demi-brigade du Directoire.
Lors de la réorganisation des corps d'infanterie français, en 1794, la « 111e demi-brigade de première formation » est formée avec les :
- 1er bataillon du 56e régiment d'infanterie (ci-devant Bourbon)
- 1er bataillon de volontaires de l'Orne
- 2e bataillon de volontaires de la Meurthe

Le 16 germinal an XI (6 avril 1803), la « 111e demi-brigade de seconde formation » est créée avec :
- des troupes piémontaises[2]
- le 1er bataillon de la 112e demi-brigade de première formation (2e bataillon du 56e régiment d'infanterie (ci-devant Bourbon), 7e bataillon de volontaires du Doubs et 2e bataillon de volontaires des Deux-Sèvres également appelé 22e bataillon des réserves)

Le1er vendémiaire an XII (24 septembre 1803) le « 111e régiment d'infanterie de ligne »  est formé à 3 bataillons avec les :
- 1er et 2e bataillons de la 111e demi-brigade de deuxième formation (2 bataillons)
- 3e bataillon de la 112e demi-brigade de deuxième formation (1 bataillon)
- 1805 :

2 décembre : Bataille d'Austerlitz
- 1806 :

Bataille d'Auerstaedt
- 1807 :

8 février : Bataille d'Eylau
Bataille de Friedland
- 1809 :

Bataille de Wagram

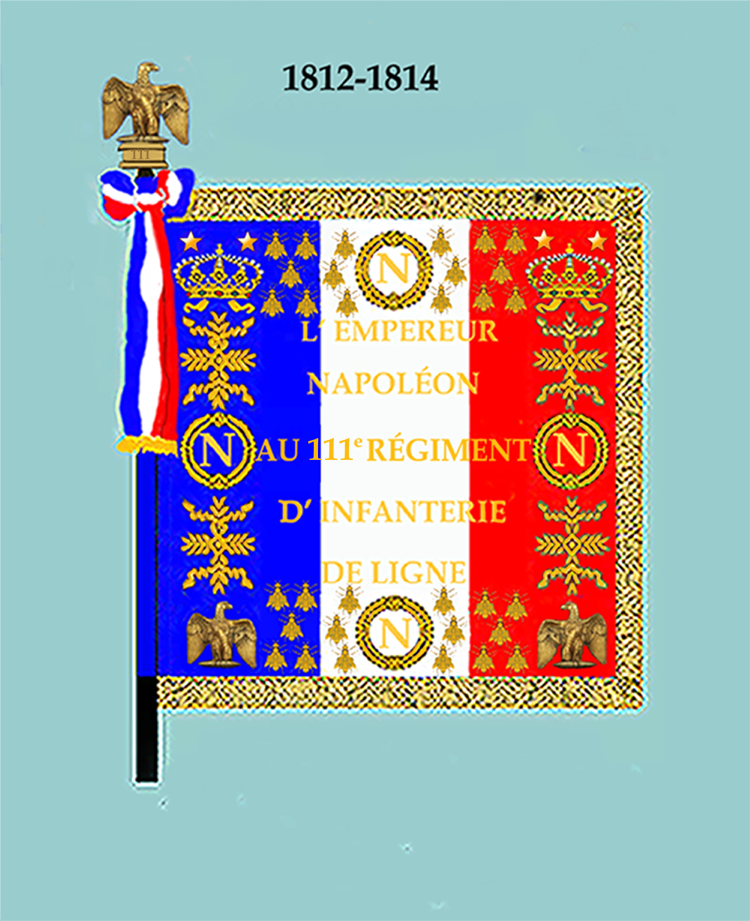
Drapeau modèle de 1812 (avers)
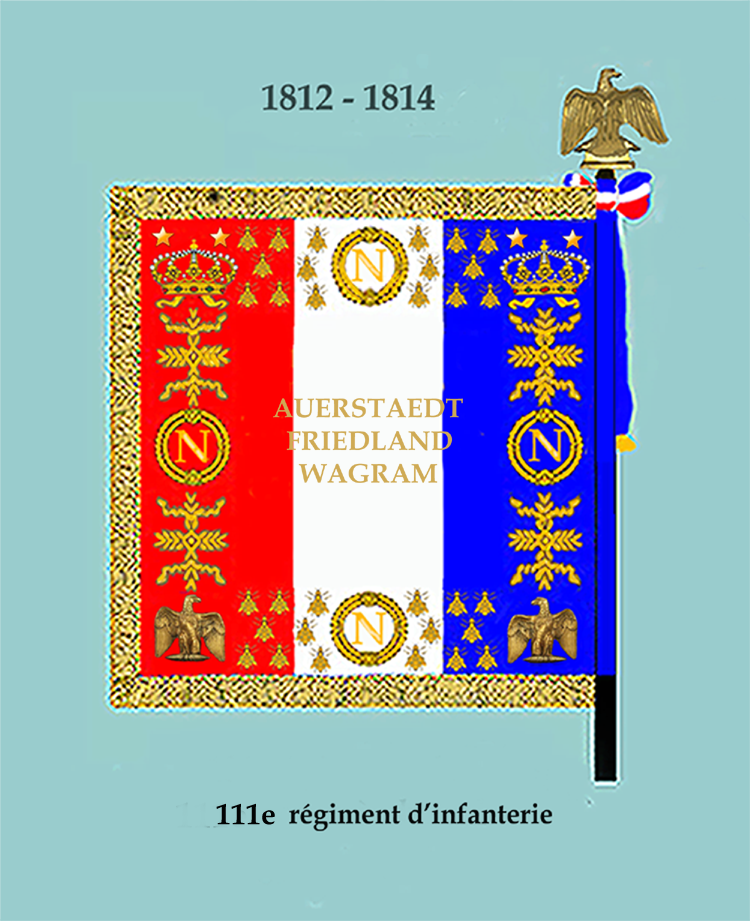
Drapeau modèle de 1812 (revers)

- 1812 : Campagne de Russie

Bataille de la Moskova
- 1813 : Campagne d'Allemagne

16-19 octobre : Bataille de Leipzig
En mars 1815, à la Restauration, le régiment est licencié comme l'ensemble des régiments d'infanterie de ligne et légère et n'est pas recréé. Son numéro reste vacant jusqu'en 1870

### Second Empire
Le 11e régiment de marche est formé à Cambrai le 16 août 1870, avec les
- 4e bataillon du 75e régiment d'infanterie de ligne
- 4e bataillon du 81e régiment d'infanterie de ligne
- 4e bataillon du 86e régiment d'infanterie de ligne

Il fait partie de la 2e division du 13e corps d'armée. Après le désastre de Sedan, il est envoyé sur Paris et dès les premiers jours de l'investissement. Le 28 octobre 1870, le 11e de marche est renommé 111e de ligne.
Chargé de défendre la redoute du Moulin de Saquet, le 11e de marche, devenu 111e de ligne, participe le 20 septembre 1870 au combat de Chevilly, le 30 octobre une reconnaissance à Vitry, puis combat à Thiais le 21 décembre.
Les 67 officiers et 3 019 hommes de troupe du régiment capitulent avec le reste de la garnison le 29 janvier 1871. Le régiment est dissous fin mars 1871, fusionnant avec le 11e régiment de ligne.

### De 1872 à 1914
Le 111e régiment de ligne est recréé le 4 avril 1872, à partir du 11e régiment provisoire. Ce régiment avait été créé le 18 avril 1871 à Cambrai avec divers éléments des régiments rentrant de captivité et avait été envoyé en Algérie révoltée.
Il est à la division d'Alger en 1872, avec dépôt à Antibes.

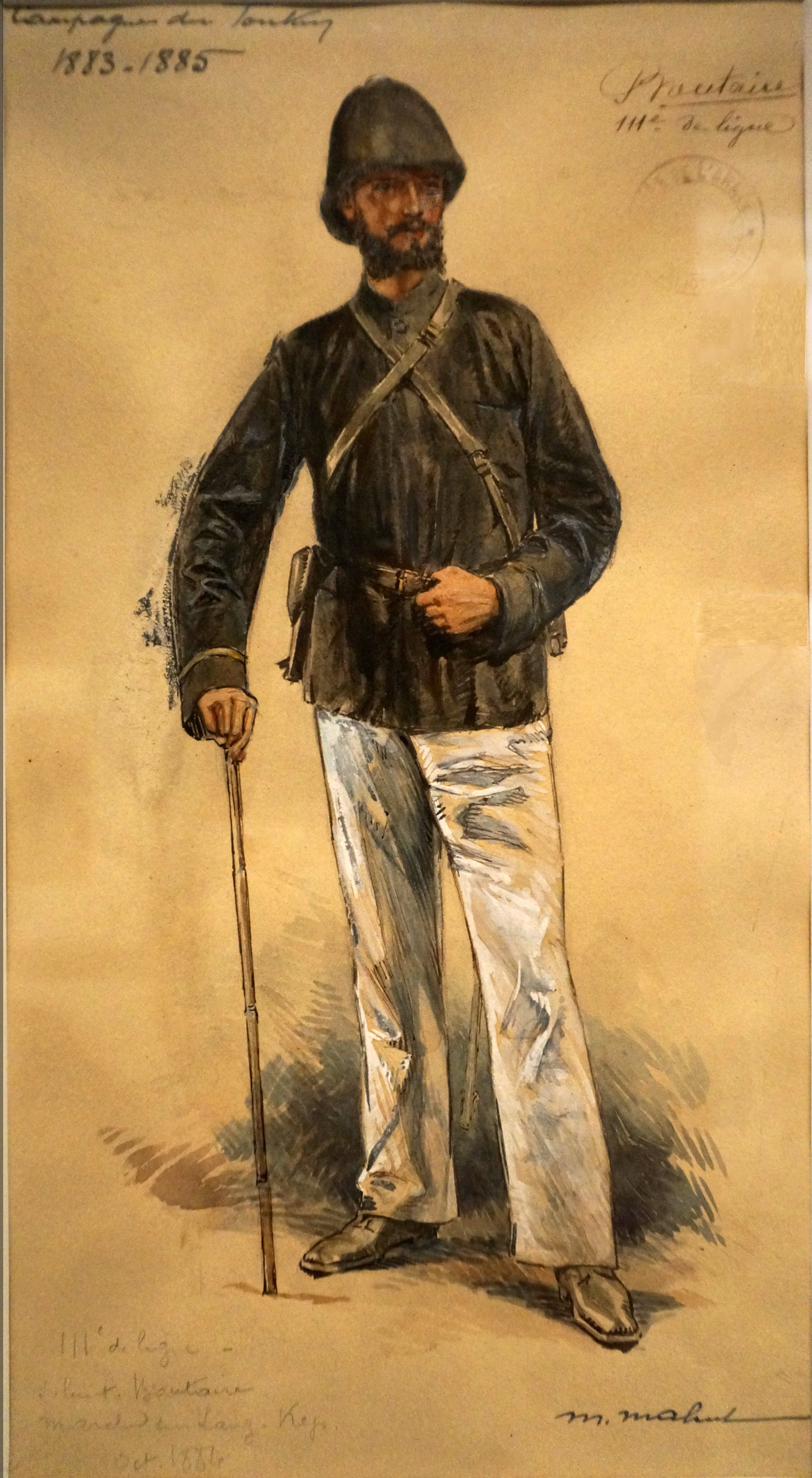
Lt Boutaire officier du en Indochine par Maurice Mahut.

En septembre 1873, à la formation de la 29e division d'infanterie du 15e corps d'armée, il est rattaché à la 58e brigade de cette division.
- Ville de garnison : Antibes.

En 1881, le 1er bataillon participe à la campagne de Tunisie
De 1884 à 1886, il effectue l'expédition du Tonkin durant laquelle il participe aux offensives de Bac Ninh, de Hong Hoa et de Lang Son.
Lors de la réorganisation des corps d'infanterie de 1887, le 1er bataillon forme le 159e régiment d'infanterie

### Première Guerre mondiale
Rattachements : 57e brigade d'infanterie, 15e corps d'armée, 2e armée puis 3e armée à partir du 6 septembre 1914 avec leur participation à la bataille de la Marne.
- 29e division d'infanterie d'août 1914 à août 1915
- 57e brigade, 29e division d'infanterie : d'août 1914 au 28 mars 1916
- 214e brigade, 133e division d'infanterie : avril 1916

#### 1914
Août en Lorraine à Diarville, Saffais, Haraucourt, Drouville, Serres, combat de Moncourt, bois du haut de la Croix, Dieuze, Bidestroff). L'étude la plus complète sur le 111e RI à partir de son JMO a été réalisée par le professeur et chercheur André Payan-Passeron dont nous résumons l'analyse.
- De la gare d'Antibes (Alpes-Maritimes) aux gares de Diarville et Vézelise (Meurthe-et-Moselle) du 9 au 11 août.

Partis par le chemin de fer le 9 août, les 3 300 soldats et officiers du 111e RI débarquent les 10 et 11 août en Lorraine. L'état-major (avec leur colonel Perrier) et les 1er et 3e bataillons en gare de Diarville et le 2e bataillon en gare de Vézelise. Le 111e Ri fait partie (avec le 112e RI de Toulon) de la 57e brigade, de la 29e division (de Nice), du 15e corps d'armée (de Marseille) et donc de la 2e armée commandée par le général Castelnau.
- Le 14 août, ils arrivent à s'emparer de Moncourt et participent ainsi à la 1ère grande victoire française en Lorraine

Victoire meurtrière acquise au prix de 781 hommes mis hors de combat pour leurs 3 100 fantassins d'attaque (JMO 512/1 de leur 57e brigade).

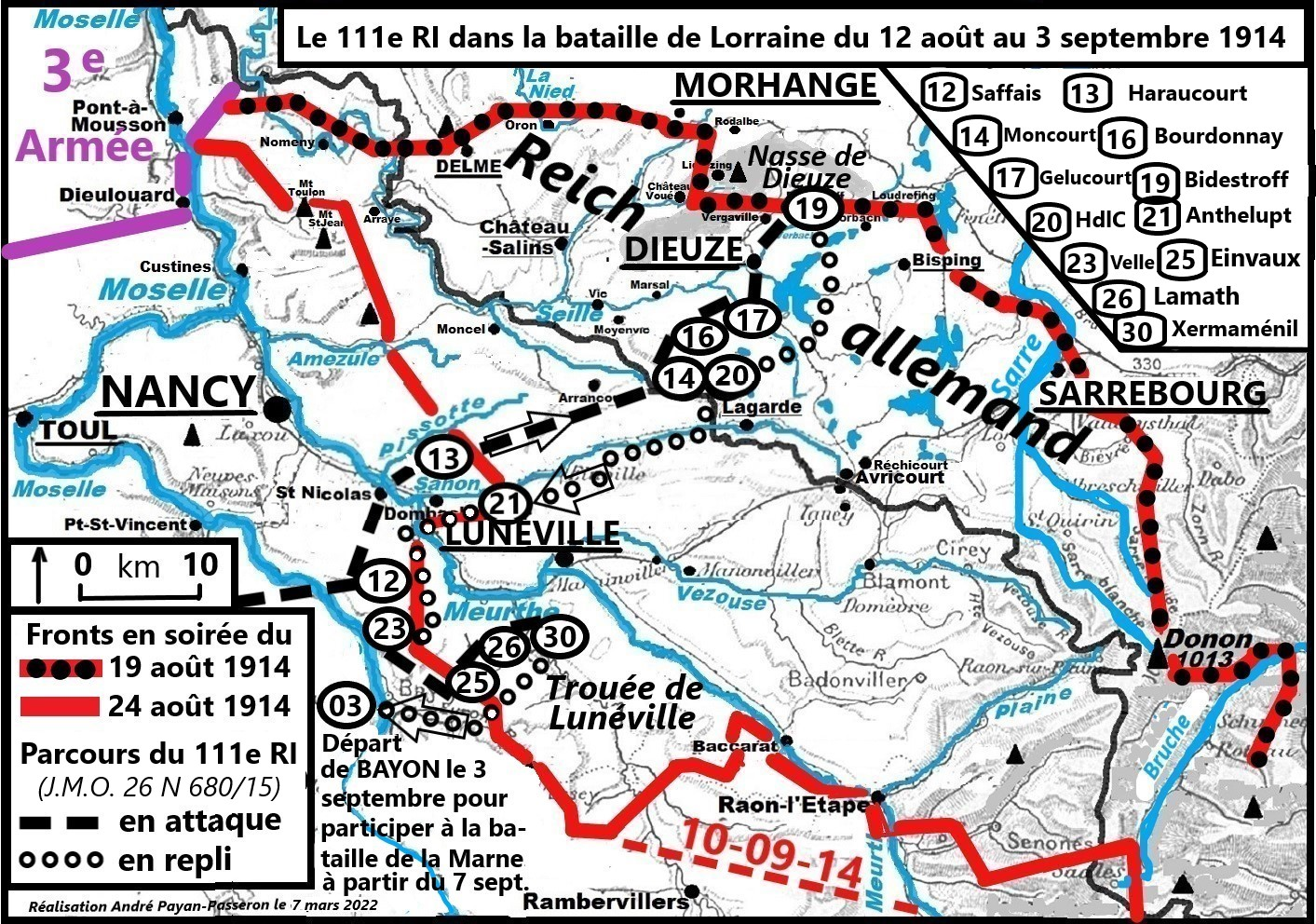
Le 111e Ri (15e corps) dans la bataille de Lorraine du 12 août au 3 septembre 1914

- Le 19 août, ceux du 111e RI participent à la très meurtrière conquête de la croupe de Bidestroff dans la nasse de Dieuze.

Nasse de Dieuze organisée en piège mortifère par la 6e armée allemande. Armée ennemie qui, le lendemain 20 août, prononce une surpuissante contre offensive victorieuse. Avec les autres de la 29e division, ceux du 111e RI vont  résister durant plusieurs heures mais - conformément au plan  entériné par Joffre -, ils doivent se replier rapidement. Les 19 et 20 août, ceux du 111e Ri comptent 1 602 hommes mis hors de combat sur leurs 2 318 fantassins d'attaque valides le matin du 19 août. Depuis le 14 août, ceux du 111e RI ont donc eu près de 75 % de pertes soit le taux le plus élevé de toutes les unités de fantassins engagées en Lorraine. Le 111e RI se réduit alors à un unique bataillon de moins de 800 fantassins.
- Du 20 au 24 août, le repli puis l'attente sur la ligne de défense dans le secteur ouest de la « nasse » de Lunéville.

Nasse conçue par le général Castelnau pour y piéger l'ennemi dans la trouée de Lunéville entre les deux positions de défense en avancée. À l'ouest, celle du Grand-Couronné de Nancy et, à l'est, celle de la rive sud de la Meurthe en amont de Baccarat. Ceux du 111e RI se replient donc dans le secteur Saffais-Haussonville.
- À partir du 25 août, la contre-offensive victorieuse de ceux du 111e RI avec ceux des 15e et 16e corps des soldats du Midi.

À partir du 25 août, Les survivants du 111e RI attaquent vers l'est - avec tous les autres soldats du Midi - le flanc droit des avant-gardes allemandes qui se sont aventurées jusqu'au fond de la nasse. Ils participent ainsi aux deux victoires décisives - de Rozelieures (le 25) et de Lamath-Xermaménil (le 26) qui enrayent totalement l'offensive de la 6e armée ennemie prise au piège.
- Du 3 au 6 septembre les 40 000 valides du 15e corps parcourent 130 km vers l'ouest pour participer à la bataille de la Marne.

Les 40 000 valides du 15e corps commandés par le général Espinasse sont intégrés à la 3e armée du général Sarrail et en constituent l'aile gauche à la droite immédiate de la 4e armée du général Langle de Carry.
Le 7 septembre, ceux du 111e RI sont donc positionnés au nord-ouest de Bar-le-Duc dans le secteur Véel-Fains. Le 10 septembre, ils reçoivent un renfort de 126 hommes. Du 8 au 12 septembre, ils vont donc participer dans le secteur de Vassincourt à enrayer la progression de la 5e armée allemande et à l'obliger à se replier en remportant la victoire de Revigny.
- Du 13 au 15 septembre, c'est la poursuite de l'ennemi vers le nord sur 45 km jusqu'au nord-ouest de Verdun.

Et le 16 septembre, ceux du 111e Ri sont positionnés dans le secteur de Cumières et du Mort-Homme face à l'ennemi qui s'est arrêté et a organisé sa ligne de défense. C'est dans ce secteur - entre Avocourt et la rive gauche (ouest) de la Meuse - que vont combattre jusqu'en février-mars 1916 les survivants du 111e RI aux effectifs périodiquement reconstitués par l'arrivée de renforts.

#### 1915
- Mars 1915 à février 1916 - Verdun (alternance d'occupation des lignes et de travaux dans le bois de Malancourt)
- Mars à avril - déplacement vers la Haute-Alsace
- Avril à juin - Haute-Alsace

#### 1916
Le 21 février 1916, lorsque les Allemands déclenchent la bataille de Verdun en rive droite de la Meuse, le 111e RI - qui fait partie avec le 258e RI d'Avignon de la 57e brigade de la 29e division de la 3e Armée du général Humbert - est en 1re ligne dans le bois de Malancourt entre Avocourt et Malancourt. Le général Pétain - chef de la 2e Armée - est alors chargé par Castelnau du commandement de la région fortifiée de Verdun (RFV). Les 26-27 février, Pétain organise en rive gauche de la Meuse, un « secteur ouest de Verdun » commandé par le « Groupement Ouest du général de Bazelaire » qui a sous ses ordres deux sous-secteurs : « gauche » avec le général Alby et « droit » avec le général Aimé. C'est ainsi que le 111e Ri est intégré avec sa 29e division (commandée par le général de Salins) en 1re Position du Groupe du général Alby. N'ayant pas réussi à s'emparer de Verdun par la rive est, les Allemands attaquent en rive ouest de la Meuse à partir du 6 mars mais dans le sous-secteur de droite à Forges. N'ayant pas réussi à s'emparer de la cote 295 (Mort-Homme), ils décident - le 20 mars - d'attaquer par le bois de Malancourt pour s'emparer ensuite du plateau stratégique limitrophe de la cote 304.
20 mars : la tragédie du bois de Malancourt. À l'aube, la situation dans le bois de Malancourt avant l'attaque allemande est la suivante : les 3/4 ouest de la 1re ligne longue de 2 000 mètres sont défendus par les 1 200 hommes (au maximum) de six des 12 compagnies du 111e régiment. Le 1/4 restant de la 1re ligne (soit 500 mètres) étant défendu par les 400 hommes (au maximum) de deux compagnies du 258e RI d'Avignon. Et les 1 800 mètres de la 2e ligne sont alors défendus par 1 000 hommes seulement : les 600 de trois compagnies du 106e RIT (Territoriaux âgés) avec leur section de mitrailleurs et les 400 de deux compagnies du 258e RI d'Avignon. Soit en tout, pour la défense du bois de Malancourt, 2 600 hommes (au maximum) très inégalement répartis. Le secteur du 111e RI est proportionnellement en sous effectif de moitié et ne comporte aucun ouvrage défensif. Le petit secteur du 258e RI est bien mieux pourvu avec en plus deux ouvrages défensifs en bordure du bois. Et dans le bois, les 1re et 2e lignes ne comportent aucun ouvrage défensif digne de ce nom. Ces faiblesses d'organisation dans la défense du bois vont être magistralement exploitées par le commandement allemand.
Après un terrible bombardement matinal, l'ennemi va réussir son assaut par infiltration avec fumigènes, lance flammes et les milliers d'hommes des 3e, 10e et 22e régiments d'infanterie bavarois et du 120e régiment d'infanterie territoriale de Wurtemberg qui s'emparent de tout le bois de Malancourt en un temps record. Le magistral stratagème de l'ennemi a réussi. Quasiment tous les hommes présents dans le bois sont mis hors de combat y compris le général de la 57e brigade et les chefs des 111e et 258e RI : un grand nombre tués et les autres, blessés ou pas, faits prisonniers. Et notamment les 1 200 défenseurs du 111e RI : de son chef (avec son PC et donc son JMO et son drapeau) aux commandants de bataillon, officiers subalternes, sous-officiers et soldats. Logiquement, la 3e compagnie du 111e assurant la défense du centre défensif des Rieux - à découvert en bordure N.O. du bois - n'a pas été attaquée. Et, affaiblies par leurs quelque 200 hommes mis hors de combat lors de la contre-attaque victorieuse  du détachement Spiesz le 11 mars (reprenant à l'ennemi le boyau stratégique de liaison entre Béthincourt et la Cote 295 Mort-Homme), les quatre compagnies du bataillon du 111e RI au repos à Esnes seront envoyées d'urgence en soirée pour attaquer (avec des pertes non précisées) puis sécuriser - en relation avec le centre défensif des Rieux (3e Compagnie du 111e) - la bordure N.O. du bois et ainsi empêcher dans leur secteur les Allemands d'en sortir. Ils seront rejoints en pleine nuit par un bataillon du 105e RI (de la 26e Division en 2e position) avec qui ils formeront le groupement Verdet. Le 20 mars, six des 12 compagnies du 111e RI n'ont donc pas été mises hors de combat même si elles devront continuer à affronter les assauts allemands dans les jours qui suivront avant qu'elles ne soient relevées.
À Verdun - entre ennemis - la guerre psychologique est telle que la propagande allemande - pour humilier les Français et vanter le courage et la supériorité des leurs - va claironner que « 2 900 Français non blessés se sont rendus sans combattre ». Sans mentionner le total des pertes françaises (tués, blessés, disparus), le général de la 29e division reprend à son compte textuellement l'assertion infamante de la propagande ennemie pour accuser les hommes (officiers compris) de ses 13 compagnies de trahison collective : « les prisonniers non blessés devant à la fin de la guerre être traduits en Conseil de guerre ». Cette thèse accusatoire - bien que démentie par Philippe Pétain en 1929 - sera reprise par beaucoup d'historiens comme Pierre Miquel contrairement aux autres comme André Payan-Passeron qui en 2017 - à la fin de sa démonstration scientifique de 37 pages (avec tableau et cartes de sa main) - précise page 129 cartographie à l'appui que « le commandement français a bel et bien sacrifié les soldats de la 1re Position pour arrêter l'ennemi sur sa 2e Position de défense d'Esnes à Chattancourt et Marre ».
Du 20 mars au 15 juillet 1916 : la fin du 111e RI avec, fin mars, son détachement de la 29e Division puis, début avril, sa reconstitution en 3 bataillons (aux dépens du 402e RI dissous) et, trois mois plus tard, le 26 juin, sa suppression (en même temps que deux autres régiments : les 238e et 292e) suivie de son démembrement du 1er au 15 juillet qui ne relève pas d'une sanction.
Le 20 mars 1916, la magistrale et surpuissante offensive allemande sur le bois de Malancourt a donc mis « hors de combat » les quelque 1 200 hommes (au maximum) de six des 12 compagnies du 111e RI. Soit quelque 1 200 hommes tous « disparus » c'est-à-dire tués ou faits prisonniers (blessés ou non) avec le colonel commandant le 111e RI et son état-major (PC du 111e), ses commandants de bataillons, ses officiers subalternes (capitaines, lieutenants et sous-lieutenants), ses sous-officiers (sergents) et ses soldats.
En ce qui concerne les six autres compagnies du 111e RI, la no 3 défendait le centre des Rieux non attaqué. Les no 5-6-7-8 du bataillon ayant fait partie du détachement Spiez ont eu quelque 200 mis hors de combat lors de la contre-attaque du 11 mars pour reprendre le boyau entre Béthincourt et la cote 295 (Mort-Homme). Deux cents auxquels s'ajoutent ceux de leur contre-attaque du 20 mars pour porter secours à leurs camarades du bois de Malancourt. Sur les quelque 2 400 hommes valides (au maximum) du 111e à la date du 10 mars, il ne doit plus rester que quelque 800 hommes valides (au maximum) vers le 23-24 mars lors de leur relève. En une dizaine de jours, le 111e RI a donc perdu près des 2/3 de ses effectifs. Pour ce régiment, il s'agit d'une véritable hécatombe : le 111e RI du 10 mars est quasiment décimé car réduit à un seul petit bataillon.
Les pertes des 111e et 258e RI (57e Brigade) sont telles que le 28 mars 1916 le GQG de Joffre les retire de la 29e Division et les remplace par les 165e et 351e RI. La composition de la 29e Division est ainsi modifiée : les 141e et 165e RI forment la 57e Brigade et les 3e et 351e RI forment la 58e Brigade.
Après les très graves accusations (injustifiées) portées contre lui, quel sort va être réservé au 111e RI et à ses 800 hommes encore valides ? Deux possibilités s'offrent au GQG de Joffre. La première est de sanctionner le 111e RI et de le dissoudre en intégrant ses quelque 800 hommes encore valides dans d'autres régiments en sous-effectif. La seconde est de recréer un 111e RI sur la base de trois bataillons de près de 800 hommes chacun (au lieu de 1 000 normalement) en lui intégrant un nouveau colonel (et son état-major), deux nouveaux commandants de bataillon et au moins 1 600 hommes prélevés sur les réserves (ou sur d'autres unités) avec leurs officiers subalternes et leurs sous-officiers.
C'est la seconde solution que le commandement français va mettre en œuvre. C'est ainsi que le 5 avril 1916, le 111e RI d'Antibes est réorganisé avec le renfort des hommes du 402e régiment d'infanterie dissous par décision du GQG de Joffre mise en œuvre par le général Dubail commandant alors le Groupement des armées de l'est (GAE). Sous le commandement provisoire du commandant Denis, le nouveau 111e RI d'Antibes est ainsi réorganisé sur la base de 3 bataillons cantonnés à 17-20 km au sud-est de Belfort.
Le 20 avril 1916, le lieutenant-colonel Blanc prend le commandement du 111e RI. Le 6 juin 1916, les 3 bataillons du 111e RI sont positionnés dans trois communes limitrophes (Ballersdorf, Mertzen et Fulleren) situées à 20 km à l'est de Belfort.
Le « 18 juin, une relève générale des troupes est effectuée pour permettre au 111e RI de retourner à l'instruction à l'arrière (région de Reppe-Vauthiémont-Menoncourt) » à 10-12 km au nord-est de Belfort. Ensuite, le 111e relève - au CR de Largitzen (à 32 km au sud-est de Belfort) - les 102e et 116e BCP avec 2 bataillons en 1re ligne et 1 bataillon en soutien.
Le 26 juin intervient la décision no 19.319 du GQG de Joffre qui concerne en II la réorganisation du 321e RI en 3 bataillons et son affectation au 34e Corps d'armée « en lieu et place du 111e Régiment ». En III la suppression de  trois régiments - les 111e, 238e et 292e - dont les drapeaux seront envoyés aux dépôts. Et en IV « le personnel du 111e sera réparti également entre les 216e, 298e, 305e et 321e RI ». Cette décision concernant la reconstitution du 321e RI - qui n'a rien d'exceptionnel - se fait donc aux dépens du 111e RI qui est supprimé et, dans une moindre mesure, du 292e. En effet, le 292e RI va seulement passer son 5e bataillon au 321e alors que le 111e va être progressivement démembré entre le 1er et le 15 juillet.
Le « 1er juillet, par ordre particulier no 51, le 321e relève au CR de Largitzen le 111e dissous. Le personnel  et ses éléments dispersés dans divers régiments; notamment 600 hommes qui resteront au 321e... qui aura désormais 4 bataillons. La relève s'effectue du 1er au 15 juillet. »
Le 111e RI est certes rattaché à la caserne Gazan d'Antibes mais son recrutement s'est opéré d'abord dans les départements des Alpes-Maritimes et du Var. Très rapidement, compte tenu de ses pertes en Lorraine puis à Verdun notamment, sa composition d'origine va s'étioler au profit de recrutements extérieurs à la XVe Région militaire. Si le GQG avait eu l'intention de sanctionner le 111e - réduit à un seul bataillon à la suite de ses pertes au bois de Malancourt - il l'aurait fait à ce moment-là comme il l'a fait pour le 258e RI de sa 57e Brigade. Non seulement, il ne l'a pas fait mais il l'a alors reconstitué à 3 bataillons aux dépens du 402e RI à 3 bataillons qui lui est dissous (402e créé en 1915 dans le département de l'Ain). La décision prise plus de trois mois plus tard par le GQG de Joffre ne relève donc pas d'une sanction mais d'une pratique habituelle concernant ces unités décimées ou reconstituées et utilisées pour en reconstituer ou compléter d'autres.
Avant que les raisons de cette réorganisation du 111e puis - trois mois plus tard - de son démembrement ne soient éclaircies par le chercheur André Payan-Passeron, un petit groupe de passionnés avait tenté de réhabiliter l'honneur du 111e ainsi que celle du 15e corps d'armée,, auquel le 111e RI appartenait en août 1914.

### La réhabilitation du111eRI d'Antibes
Malgré le démenti apporté par le général Pétain en 1929, l'assertion infamante de la propagande ennemie (prise alors en compte par le général de la 29e Division) a été reprise jusqu'en 2017 par la plupart des historiens et commentateurs. Cependant un petit groupe de passionnés avait tenté de réhabiliter l'honneur du 111e ainsi que celle du 15e corps d'armée,, auquel le 111e RI appartenait en août 1914.
Et c'est ainsi qu'après l'historien Maurice Mistre , le chercheur en sciences sociales André Payan-Passeron (auteur de Quelques vérités sur la guerre de 1914-18 édité par L'Harmattan) est lui aussi intervenu pour réhabiliter le 111e RI notamment dans deux articles de Nice-Matin  puis dans une allocution officielle le 27 octobre 2017 à la caserne du 111e RI (la caserne Gazan d'Antibes) et enfin le 20 novembre 2017 à la radio RCF .

### Campagnes
Côtes 1793. Belgique 1794 et 1815. Allemagne 1795, 1805-1809, 1813. guerre franco-allemande de 1870 1870-1871. Tunisie 1881. Extrême-Orient 1884-1886. Grande Guerre 1914-1916

## Devise et uniformes
- Devise : « À moi, soldats du 111e ! » Sergent Combet, 1805
- Fête : 14 octobre (1806 : Auerstaedt)
- Refrain : « Le 111e ne connaît pas la peur. Il a de bonnes jambes et surtout très bon cœur. »

### Drapeau
Il porte, cousues en lettres d'or dans ses plis, les inscriptions suivantes :
- Austerlitz 1805
- Auertaedt 1806
- Friedland 1807
- Wagram 1809
- Moskowa 1812
- Extrême-Orient 1884-1885
- La Marne 1914

### Décorations du régiment
Le 111e régiment d'infanterie n'a reçu aucune distinction ou décoration.

## Personnages célèbres ayant servi au111eRI
- Augustin Trébuchon
- Alfred Veillet, (Ézy-sur-Eure 1882-Rolleboise 1958), artiste peintre paysagiste, postimpressionniste, caporal au 111e RI, grand mutilé de guerre, officier de la Légion d'honneur à titre militaire, adjoint au maire de Rolleboise, conseiller d'arrondissement, beau-frère de M. Maurice maire d'Hargeville.
- Eugène Paul (dit Gen Paul), (Paris 1895-Paris 1975), artiste peintre.

### Sources et bibliographie
- André Payan-Passeron, La bataille de Lorraine d'août et septembre 1914 : analyse stratégique et détaillée, Paris, Éditions L'Harmattan, décembre 2021, 424 p., 21 × 30 cm, de la stratégie défensive à la doctrine de l'offensive à outrance avec l'analyse croisée des stratégies internes et externes françaises et allemandes de 1871 à 1914 (pages 15 à 47), en Belgique, dans le Nord et en Lorraine évolution des fronts, des opérations et des pertes du début août au 15 septembre 1914 en 160 cartes couleur explicatives de la main de l'auteur et en 21 tableaux à données comparatives chiffrées, avec pages 406 à 412 une analyse de la bataille de la Marne où sont engagés 5 des corps d'armée étudiés (dont les 40 000 rescapés du 15e corps remportant la victoire de Revigny-Vassincourt) (ISBN 978-2-343-25132-5, présentation en ligne, écouter en ligne)
- André Payan-Passeron, Contrevérités sur la Grande Guerre : 1914-2024, cent-dix ans d’impostures historiques, Paris, Les Impliqués Éditeur (Groupe L'Harmattan), avril 2024, 189 p., 15,5 × 24 cm - notamment les pages 163 à 179 -  (ISBN 978-2-38541-999-8) (présentation en ligne, écouter en ligne)
- Victor Belhomme, Histoire de l'infanterie en France, t. 5, Henri Charles-Lavauzelle, 1902 (lire en ligne).
- Il 111e di linea dal 1800 al 1814 - Eugenio De Rossi
- Le 111e de ligne en Russie - Alain Pigeard, Tradition Magazine no 208, Febbraio 2005
- Napoleon's Regiments - Digby Smith, Greenhill Books 2000
- 111e de Ligne, site italien
- Henri Guichard, La Grande Guerre du Soldat Guichard : Itinéraire peu commun d'un poilu. Carnets de route 1916-1919, Presses de Valmy
- Historique du 111e régiment d'infanterie depuis le 2 août 1914 jusqu'au 1 juillet 1916, Antibes, Impr. de Fugairon, 1920, 20 p., lire en ligne sur Gallica.
- André Payan-Passeron, Quelques vérités sur la guerre de 1914-18 : Deux frères, Joseph et Césaire, "Morts-pour-la-France", Paris, Éditions L'Harmattan, 2017, 296 p., 16 × 24 cm, pages 92 à 130 analyse du 21 février au 21 mai 1916 de la bataille de Verdun-Ouest avec notamment les combats dans tout le secteur de la cote 304 et du bois de Malancourt entre Avocourt et la rive ouest (gauche) de la Meuse avec cartes explicatives de la main de l'auteur (ISBN 978-2-343-12515-2, présentation en ligne)